# 宮澤作太郎
宮澤 作太郎（みやざわ さくたろう）は、日本の特定非営利活動法人埼玉県国民保護協力会の代表理事、元自衛官。陸上自衛隊で幕僚長、陸将まで昇進し、第15代第11師団長を務めた。
長野県岡谷市駒沢区出身。中央大学法学部を首席にて卒業後、陸上自衛官となる。
法学部卒であったことから、米陸軍防空センターへ抜擢留学。帰国後外務省や在ビルマ日本国大使館１等書記官兼防衛駐在官を重任。
自衛隊東京地方連絡部長（兼自衛隊東京地方協力本部長・陸上自衛隊高射学校副校長兼企画室長）の後、陸上自衛隊高射学校長（下志津駐屯地司令を兼任）、北部方面総監部幕僚長、第11師団長（1986年3月17日 - 1987年7月6日）を歴任した。
退官後は、日本無線株式会社顧問、NPO法人埼玉県国民保護協力会の代表理事、社団法人日本郷友連盟副理事長、神田外語キャリアカレッジ客員講師に就任している。
家元の同家出身者には宮澤健太郎〔岡谷南高校卒〕が姪孫にあたる。
著書も多数出版「士魂生涯」「渦巻く台湾海峡」「光を求めて羽ばたくミャンマー」等々